# Salade de jambon
La salade de jambon est une salade traditionnelle anglo-américaine. La salade de jambon ressemble à la salade de poulet, à la salade aux œufs et à la salade de thon (ainsi qu'aux salades à base d'amidon comme la salade de pommes de terre, la salade de macaronis et la salade de petits pois) : l'ingrédient principal, le jambon, est mélangé à de plus petites quantités de légumes hachés ou de relish, et le tout est lié avec une généreuse dose de mayonnaise.

## Description
La salade de jambon comprend généralement du jambon froid cuit ou en conserve qui a été haché, coupé en cubes ou moulu ; la mayonnaise ou une autre vinaigrette ; des concombres en dés ou de la relish de concombres marinés acides ou sucrés ; et éventuellement du céleri, du poivron vert ou de l'oignon crus hachés,. On utilise parfois du concombre cru, de carottes râpées, du piment, des grains de maïs doux ou de la tomate. La salade peut être mélangée ou garnie de généreuses quantités d'œuf dur haché, ; on peut utiliser du fromage râpé ou des petits pois ou des pommes de terre bouillies peuvent être ajoutées pour étoffer le plat. La salade est généralement réfrigérée et servie froide.